# Kraljevina Navarra
Kraljevina Navarra (bas. Nafarroako Erresuma, špa. Reino de Navarra, fra. Royaume de Navare, lat. Regnum Navarrae) je bila ena izmed kraljevin srednjeveške Evrope na področju severnega in južnega pobočja zahodnih Pirenejev. Štejemo jo za naslednico Kraljevine Pamplone, ustanovljene ob navarski prestolnici leta 824. Teritorij je bil geografsko in upravno deljen na Zgornjo Navarro na južni strani in na Spodnjo oziroma Celinsko Navarro na severni strani Pirenejev.
Samostojnost je kraljevina izgubila z vojaškimi osvajanji Ferdinanda Katoliškega in Karla I. Španskega med leti 1512 in 1528. V naslednjih letih je prišlo do več poskusov obnove samostojnosti in naposled se je bil Karl I. Španski primoran odpovedati Celinski Navarri. Ta je tako pod oblastjo dinastije Foix in Albert ostala samostojna vse dokler navarski kralj Henrik III. ni, kot Henrik IV., nasledil francoskega prestola. S tem je prišlo do dinastične združitve in posledično personalne unije Celinske Navarre in Francije. Z združitvijo pa kraljevina Navarra vse do leta 1789, ko ji je bil status kraljevine dokončno odvzet, ni izgubila vseh kraljevih institutov in privilegijev. Po drugi strani je Zgornja Navarra postala le še ena izmed kraljevin Kastiljske krone in naposled Kraljevine Španije. Ta status je obdržala vse do leta 1841, ko je postala »foralna« provinca – provinca s posebnimi privilegiji.
Kraljevina Navarra je nastala na majhnem območju ob vznožju Pirenejev, ki se je po obdobju ekspanzije in razcveta, zaradi notranjih razdorov in ozemeljskih pretenzij sosednjih kraljestev, začelo krčiti. V obdobju največje ekspanzije je zaobjemala ozemlja ob Atlantiku in se razprostirala dlje od reke Ebro na  ozemlja današnjih avtonomnih pokrajin Aragonije, Katalonije, Kastilije in Leona, La Rioje, Baskije in današnjih francoskih upravnih enot Akvitanije in Atlantskih Pirenejev.

## Zgodovinski razvoj
V času Rimskega imperija je konzul Pompej v rimski provinci Vasconiji na temeljih baskovske naselbine z imenom Iruña dal zgraditi mesto z imenom Pompaelo. Po zatonu Zahodnega rimskega cesarstva, glede na skope zgodovinske vire, ni mogoče ugotoviti ali je Vasconia v času Vizigotov obdržala določeno mero avtonomije. Ustanovitelj prve navarske dinastije Arista, Iñigo Arista (lat. Enneco Aresta) naj bi po izročilu v prvi polovici 9. stoletja ustanovil Kraljevino Pamplono.

### Mavrska osvajana
Leta 713 so mavrske čete dosegle dolino reke Ebro, ki ji je takrat vladal vizigotski grof Casio. Ta je, da bi sebi in naslednikom svoje dinastije Banu Qasi zagotovil nemoteno vladanje, priznal nadvlado kalifa Omaye in se spreobrnil v islam. Pamplona je bila leta 718 zavzeta in je bila dolžna plačevati davke emiratu, ki je na tem področju ustanovil neke vrste protektorat.Dinastija Banu Qasi je ob različnih priložnostih sklepala zavezništva z rodbino Arista: bodisi proti centralni oblasti Emirata iz Kordove bodisi proti ozemeljskim pretenzijam Frankovskega imperija.

### Marca Hispanica
Marca Hispanica je bila politično in vojaško mejno območje Frankovskega imperija ob južnem pobočju Pirenejev. Konec 8. stoletja so Karolingi s pomočjo avtohtonega prebivalstva goratega predela napadli Mavre na Iberskem polotoku. Pridobljeni teritorij, ki se je razširjal od Pamplone do Barcelone, so poimenovali Marca Hispanica,. Frankovska oblast se je takrat močneje uveljavila na jugu z zavzetjem Gerone in Barcelone, na področju ob Pirenejih pa so se namesto frankovskih uveljavili domači plemiči, med njimi tudi Arista v Pamploni.
V istem obdobju (788) je prišlo tudi do znamenite bitke pri Roncesvallesu, ko se je vojska Karla Velikega po neuspešnem napadu na Zaragozo in ostala mavrska mesta umikala nazaj v Francijo. Vaskonci so izkoristili boljše poznavanje goratega terena in porazili frankovsko vojsko. Bitka je ostala ovekovečena v srednjeveškem epu Pesem o Rolandu.

### Kraljevina Pamplona
Kraljevina Pamplona je ime politične tvorbe, ki je pod Iñiga Ariste nastala okoli glavnega mesta Pamplone. Ta je s pomočjo zaveznikov iz vrst dinastije Banu Qasi, gospodov iz Tudele in pamplonske škofije leta 824 ustanovil kraljevino in prvo kraljevo dinastijo Navarre. Ta je zamrla s Fortúnom Garcésom, ki je po pričevanjih abdiciral in odšel v samostan Leire. Zamenjala jo je dinastija Jiménez leta 905 s kot prvim Sanchom Garcésom I.
Pamplona je bila dolgo časa eno izmed najbolj pomembnih in bogatih mest krščanskega sveta na Iberskem polotoku. Poleg številnega prebivalstva in ugodne lege v plodni dolini reke Arga, je bila tudi pomembno stičišče med islamskim svetom na jugu in krščansko Evropo na severu. Slovela je po nevtralnosti in dobrih odnosih z bojevitimi sosedi, po trgovini, glasbenih inštrumentih, orožju. Fama o bogastvu je dosegla celo Normane, ki so leta 859 dosegli Pamplono, jo oplenili in ugrabili kralja, ki so ga izpustili šele po plačani visoki odkupnini. V istem času se je staro zavezništvo z dinastijo Banu Qasi razdrlo in novi kralj García I. je že postal zaveznik Asturskega kraljestva.

### Ozemeljska širitev za časa Sancha III. Velikega
Višek je kraljevina dosegla v času vladanja Sancha III. Velikega. Ta se je na prestol povzpel kot dedič Navarre, Aragonije med letoma 1000 in 1004. Do dinastične združitve z Aragonijo je sicer prišlo v dveh obdobjih, med letoma 1000 in 1035 in pa med 1076 in 1134. Pod vodstvom Sancha III. je kraljevina Nájera-Pamplona obsegala skoraj celo severno tretjino Iberskega polotoka, od Astorge do Ribagorze, kar je tudi največ v celotni zgodovini kraljevine. Kralj je imel rezidenco v Nájeri, svoje politične vezi pa je širil preko Pirenejev v vojvodino Gaskonjo, spremljal pa je tudi nove politične, verske in idejne tokove. Leta 1016 je utrdil mejo med Navarro in Kastiljsko grofijo, kar je pomenilo začetek dobrih odnosov med obema državama. Dobre odnose med državama je omogočil tudi zakon z Munio (Muniadono), hčerko kastiljskega grofa Sancha Garcíe. V zakonu sta se mu rodila sina Ferdinand (Ferdinand I. Kastiljski) in Gonzalo (Grof Sobrarbe in Ribagorze) ter hčerki Mayor in Jimena (po poroki z Bermudom III., kraljica Leóna). Pod pogojem, da mu sorojenci prisežejo vazalstvo, ga je po smrti nasledil prvorojenec. Sorojenci volje očeta niso spoštovali, zato se je kraljevina Sancha III. razdelila na Aragonijo, Kastilijo in Navarro.
Po umoru Sancha IV. leta 1076 sta se Navarra in Aragonija ponovno znašli združeni pod oblastjo Pedra I.  in kasneje njegovega brata kralja imperatorja Alfonza. Ko je Alfonz umrl brez dediča (1143) ne Navarra ne Aragonija nista spoštovali njegove oporoke, v kateri je kraljevino zapustil Viteškemu redu Templjarjev in še nekaterim drugim vojaškim redovom in si je tako vsaka kraljevina izbrala svojega kralja, s čimer sta se kraljevini po pedesetih letih ponovno ločili.

### Postopno krčenje ozemlja
Po ločitvi od Aragonije je Navarra, ker ni več mejila na islamski svet in ker se je na enkrat znašla med dvema (zdaj veliko močnejšima) kraljestvoma Kastilijo in Aragonijo, ostala brez možnosti širitve ozemlja. Ozemeljsko se je Navarra tako počasi krčila, čeprav je bil njen kulturni vpliv še vedno zelo velik.
Tako je tudi Arbitrarna odločba angleškega kralja Henrika II. leta 1177, s predhodnim dogovorom o sedemletnem miru (1176) med kraljema Alfonzom VIII. Kastiljskim in Sanchom VI. Modrim Navarskim, določila, da pod Kastiljsko oblast preide določeno ozemlje Navarre, predvsem La Rioja, Navarra pa naj v zameno poleg denarne odškodnine prejeme še ozemlje Álave, Guipúzcoa in Duranguesado (Vizcaya).
Ozemeljske širitve Kastilije in Aragonije so tako postopoma krčile teritorij Navarre. Odločnost, da si jo bosta razdelili, se jasno kaže v več dogovorih med zgoraj omenjenima kraljestvoma. Tako sta s podpisom Cazolskega sporazuma o razdelitvi Navarre iz leta 1179 kot novo mejo med Kastilijo in Aragonijo določili reko Arga, ki teče skozi Navarro od severa proti jugu.

### Izguba provinc Álave, Guipúzcoe in Duranguesada
Okoli leta 1200 je Kastilija, kljub naselitvenim projektom Navarre, pri čemer sta bili ustanovljeni med drugim tudi Vitoria in San Sebastían (dve od današnjih treh prestolnic avtonomne pokrajine Baskije), s podporo nižjega plemstva in po devetmesečnem obleganju Vitorie, uspela pridobiti naklonjenost lokalnih frakcij v Duranguesadi in Álavi. Glede Guipúzcoe se je ustvarilo prepričanje, da se je Kastiliji, zaradi izkazane vojaške premoči v Vitoriji, priključila mirno, s pogajanji, vendar obstajajo zgodovinski viri, ki kažejo, da je tudi do priključitve Guipúzcoe, tako kot Vitorie in San Sebastiána, prišlo z vojaškim posegom.

### Notranja reorganizacija
Navarski vladarji so se v 13. stoletju po izgubi dela ozemlja posvetili notranji preureditvi kraljevine z močnim poudarkom na zaščiti pred vse večjimi ozemeljskimi pretenzijami sosedov. Ko je Sancho VII. Močni umrl brez naslednika so, čeprav je zapustil dokument o posvojitvi Jaimeja Aragonskega, navarski prestol zasedle francoske dinastije (Champanja, Capeta in Évreux), ki so razpolagale tudi z ozemljem v Franciji in so majhnemu kraljestvu posvečale malo pozornosti.

### Državljanska vojna
Po uveljavitvi Hiše Trastámara v Aragoniji sredi 15. stoletja, je v Navarri prišlo do postopne delitve na dva pola, na t. i. Beaumontese in Agramontese. Kar naj bi na prvi pogled bil le zapleten konflikt med dvema plemiškima frakcijama, se je izkazalo za družbenoekonomski spor med obalno in gorsko regijo. Ta spor je leta 1441 sprožil državljansko vojno, ko je Ivan II. Aragonski, kralj Navarre po poroki z navarsko kraljico Blanco I., navarski prestol zadržal zase, namesto da bi ga predal svojemu sinu, upravičenemu dediču Carlosu, princu Viane. Carlosa je za dediča v oporoki imenovala kraljica Blanca I. Vojna se je nadaljevala še po smrti Carlosa leta 1461 in Ivana II. leta 1479. Beaumontesi so imeli podporo Kastilije, med tem ko so Agramontese najprej podpirali Aragonci kasneje pa Francozi.
Demografsko dno je Navarra doživela med letoma 1450 in 1465, ko je izguba prebivalstva zaradi oboroženih spopadov med državljansko vojno sovpadla z epidemijo kuge.

### Kastiljsko-aragonska invazija
Konec 15. stoletja je Aragonski kralj Ferdinand I. Katoliški z neprestanimi vojaškimi posegi deloval v korist Beaumontesov, kar se je v določenem trenutku sprevrglo v vojaško okupacijo. V začetku 16. stoletja so Baumontesi državljansko vojno izgubili, njihov vodja pa je pobegnil v Kastilijo, kjer je kasneje tudi umrl. Od tam je njegov naslednik podpiral Aragonskega kralja pri poskusu vojaškega zavzetja Navarre. Zaradi tega je bil leta 1512 navarski kralj primoran podpisati sporazum v Bloisu, s katerim si je ob morebitnem vojaškem vdoru zagotovil podporo Francije. Kastilija in Aragonija sta ta sporazum videli kot vojni napad in kot zoperstavljanje francoskega kralja Franca I.
Ferdinand Katoliški, polbrat umrlega Princa Viane, Carlosa, je 10. julija 1512, osem dni pred podpisom sporazuma v Bloisu, z zavzetjem Goizueta, ne da bi ga napovedal, začel vojaški pohod.  Večji del vojske z več kot 16.000 dobro oboroženimi vojaki je pod vodstvom Fadriqua Álvareza Toledskega, drugega vojvode Albe, in s pomočjo vodje Beaumontesov grofa Lerína in njegovih mož, 22. julija vkorakal v Navarro. Močna vojska se je utaborila na obrobju Pamplone, ki je takrat štela nekje med 6000 in 10000 prebivalcev. Slabo utrjeno mesto se je predalo že 25. julija. Drugod po Navarri je bil odpor močnejši. Za osvojitev Tudele, ki je predstavljala glavno oporišče Argamontesov, je bilo potrebno pripeljati okrepitve iz Aragonije. Navarski kraljevi par Juan III. in Catalina de Foix se je zatekel v Bearn, ki leži na ozemlju današnje Francije, od koder so organizirali upor. Catalina de Foix in Juan III. de Albret in kasneje Henrik II., so, da bi ponovno osvojili Navarro s podporo francoskih monarhov, organizirali kar tri vojaške pohode.
Prvega so organizirali že novembra istega leta, ko je vojska Argamontesov, Francozov in plačancev s 15.000 vojaki, pod poveljem Juana III. de Albreta in generala La Palice, vkorakala v Navarro. Med 3. in 30. novembrom so oblegali Pamplono, potem pa so se po neuspelem napadu 27. novembra, zaradi bližajočih se kastiljskih čet in zime začeli umikati proti Baztánu. V pristanišču Velate so jih pričakale kastiljske čete pod poveljem Lópeza de Ayale, ki so jih v bitki, ki bo kasneje znana kot bitka De Velate, porazile.
Drugi vojaški napad so organizirali leta 1516, ko so poskusili izkoristiti smrt Ferdinanda Katoliškega in nasledstvene zaplete v Kastiliji. Slabo oborožena in opremljena vojska je bila pod poveljem maršala Pedra de Navarra pri Roncalu poražena. Maršal je bil zajet in bil leta 1522 v gradu Simancas ubit. V izogib morebitnim kasnejšim težavam, je kardinal Cisneros, kastiljski regent, ukazal porušiti vse utrdbe, razen tistih, pomembnih zaradi svoje strateške lege in tistih, ki so pripadale zaveznikom Beaumontesom.
Po vojaških neuspehih so poskusili še po diplomatski poti. Tako so se sestali dvakrat, leta 1516 v Nyónu in leta 1519 v Montpellieru, vendar brez vidnih uspehov. Zato je navarski kralj s podporo Francije organiziral še tretji in zadnji poskus vojaškega zavzetja. Leta 1521 so izkoristili, zaradi notranjih bojev izoliran položaj Kastilije in vladavino Henrika II. Navarskega, ki je lahko računal na brezpogojno podporo Franca I. Francoskega, saj si je ta na vsak način želel oslabiti Karla I., da so sprožili vsesplošen upor po celi Navarri, celo v beaumontskih mestih, tako da je navarsko-gaskonska vojska s severa uspela ponovno zavzeti celotno ozemlje Navarre. Kastiljska vojska se je odzvala s kar trikrat večjo silo in prisilila navarsko-gaskonsko vojsko k umiku. Naposled je prišlo do spopada na obrobju Pamplone, kjer je življenje izgubilo vsaj 5.000 navarski vojakov. Po tem porazu se je francosko-špansko rivalstvo preselilo na druga področja (Portugalska se odcepi od Asturije, Katalonija se upre) in Navarra se začne vse bolj oddaljevati od političnih in ekonomskih žarišč takratnega časa.
Med špansko nasledstveno vojno se je Navarra, kljub nenaklonjenosti ljudstva do francozov, postavila na stran vojvode Anžujskega (bodočega Filipa V.), namesto da bi se, kot so to storila Aragonska kraljestva, postavila na stran nadvojvode Karla Avstrijskega. Ob koncu konflikta je Navarra, tako kot baskovske province, obdržala privilegije (špan. fueros) - za razliko od Aragonskih kraljestev, ki jih je Filip V. razglasil za izdajalce in jim te privilegije odvzel.
Navarske institucije, ki so obdržale avtonomijo vse do 19. stoletja so bile skupščina, kraljevi svet, vrhovno sodišče in Diputación del Reino. Španskega monarha je zastopal podkralj, ki je imel pravico veta na sprejete odločitve.

### Provinca Navarra
V času napoleonskih vojn na začetku 19. stoletja, se je Navarra znašla pod pritiskom španskega premierja Manuela Godoya, ki se je vztrajno boril proti navarskim privilegijem. Tudi z ustavo iz Cádiza leta 1812 so jim bili ti odvzeti. Določeno stopnjo avtonomije jim je po koncu vojne ponovno podelil kralj Ferdinand VII.
Med nasledstveno vojno med prestolonaslednico Izabelo (kasneje kraljica Izabela II.) in karlističnim pretendentom Don Carlosom, so v Navarri in širše, v baskovskih provincah podprli karliste. Po porazu karlistov, se je liberalna vlada zavzemala za ukinitev privilegijev, za katere so mislili, da so srednjeveški in nepravični v primerjavi z ostalimi predeli Španije. Tako je leta 1841 z zakonom o modifikaciji navarskih privilegijev – kasneje Zakon o kompromisu – Kraljevina Navarra prenehala obstajati in je postala le še ena izmed provinc v korist enotne in združene Španije. Tudi kot provinca pa je še vedno zadržala veliko mero avtonomije na davčnem in administrativnem področju.
Tudi v času diktature Francisca Franca, jim je ta zaradi zaslug v Španski državljanski vojni dovolil obdržati določene privilegije, ki so spominjali na srednjeveške.

## Kraljevina Navarra danes
Danes je  ozemlje, nekoč znano kot Kraljevina Navarra, razdeljeno med dve državi, Španijo in Francijo. Zgornja Navarra danes pripada Avtonomni španski pokrajini Navarri, Celinska Navarra pa francoskemu departmaju Atlantski Pireneji. Preostali deli nekdanje navarske kraljevine so danes sestavni deli španskih avtonomnih pokrajin – Baskije, La Rioje, Aragóna in pa Kastilije in Leona.